# Achterhoek
Achterhoek (nizozemska izgovorjava: [ˈɑxtərɦuk]; nizozemsko nizkosaško: Achterhook) je kulturna pokrajina v vzhodni Nizozemski. Njeno ime (v prevodu »zadnji vogal«) je geografsko ustrezno, ker območje leži na skrajnem vzhodnem delu province Gelderland in torej na vzhodu Nizozemske, ki štrli v Nemčijo. Achterhoek leži vzhodno od rek IJssel in Stari IJssel. Po drugi strani meji na jugovzhodu z Nemčijo in na severovzhodu s provinco Overijssel.
Leta 2015 je Achterhoek štel 389.682 prebivalcev. Regija se imenuje tudi de Graafschap (nizozemsko za grofovstvo ali grofijo; to ime nosi tudi nogometni klub VBV De Graafschap v Doetinchemu), ker sovpada z zgodovinsko grofijo Zutphen. Regija je pretežno podeželska, z veliko odprtega prostora, gozdov in kmetij. Območje okoli mesta Winterswijk velja za omembe vredno. Iz te regije izvira znano pivo: pivo Grolsch so prvič zvarili v Groenlu leta 1615.

## Jezik
Izvorno narečje Achterhoeka je achterhooks, različica nizkosaksonščine. Narečje se lahko razlikuje tudi glede na občino ali mesto, celo tako, da bo oseba, ki govori različico 'grols' (kar pomeni narečje Groenlo), besede izgovarjala drugače kot oseba iz Winterswijka, ki je komaj 10 km proti vzhodu, čeprav se bosta verjetno razumeli.
Število prebivalcev, katerih edini jezik je achterhooks, je v zadnjih 60 letih močno upadlo, pouk v šolah poteka v nizozemščini, narečje pa se (včasih) govori le doma. Delno zaradi priseljevanja izven regije Achterhoek in učinkov nacionalne vlade nizozemski jezik pomembno vpliva na narečje. Veliko starih besed je pozabljenih in nadomeščenih z nizozemskimi ustreznicami.

## Občine Achterhoeka
Največja mesta v Achterhoeku so Doetinchem, Winterswijk in Zutphen. Doesburg in Zutphen sta stari hanzeatski mesti. Obe imata središča z dobro ohranjenimi zgodovinskimi stavbami.
- Aalten
- Berkelland
- Bronckhorst
- Doesburg
- Doetinchem
- Lochem
- Montferland
- Oost Gelre
- Oude IJsselstreek
- Winterswijk
- Zutphen

- Doesburg
- Zutphen
- Winterswijk